# Potriphila
Potriphila is een geslacht van korstmossen dat behoort tot de familie Odontotremataceae van de ascomyceten. De typesoort is Potriphila navicularis.

## Soorten
Volgens Index Fungorum telt het geslacht drie soorten (peildatum december 2021):
| Soortnaam              | Auteur(s) | Publicatiejaar |
| ---------------------- | --------- | -------------- |
| Potriphila epiphylla   | Döbbeler  | 2003           |
| Potriphila navicularis | Döbbeler  | 1996           |
| Potriphila neurogena   | Döbbeler  | 1999           |